# Cymric (paquebot)
Le Cymric est un paquebot transatlantique britannique mis en service en 1898 par la White Star Line. Conçu à l'origine comme cargo transporteur de bétail, il est modifié durant sa construction dans les chantiers Harland & Wolff de Belfast pour transporter un millier de migrants. À sa mise en service, il est le plus imposant navire de sa compagnie. Il inaugure une stratégie commerciale centrée sur des paquebots à vitesse modérée, jugés plus rentables.
Affecté à la ligne de Liverpool à New York, il effectue également deux voyages de transport de troupes durant la seconde guerre des Boers. À partir de 1903, après une réorganisation de la compagnie, il inaugure pour elle une ligne à destination de Boston, sur laquelle il reste pendant plus de dix ans, accompagné entre autres du Republic puis de l'Arabic. Particulièrement rentable, il est principalement destiné à une clientèle modeste.
Durant la Première Guerre mondiale, il reste en service civil, rapidement chargé de remplacer les navires réquisitionnés de la ligne de New York. Le 8 mai 1916, alors qu'il ne transporte que des marchandises depuis les États-Unis, il est torpillé à trois reprises par le sous-marin U-20 et coule en un peu plus d'une journée, le naufrage faisant cinq victimes parmi son équipage.

## Caractéristiques

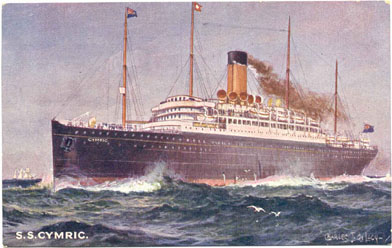
Carte postale du Cymric

Avec 178,5 mètres sur 19,6, un tirant d'eau de 11,5 m et un tonnage de 13 096 tonneaux de jauge brute, le Cymric est, à sa mise en service, le plus gros navire jamais possédé par la White Star Line. La mise en service de l'Oceanic (17 272 tjb) l'année suivante lui fait cependant rapidement perdre ce statut, et le navire est ramené à un rang modeste en comparaison des géants qui sont bientôt affectés à l'ligne de l'Atlantique Nord au début du siècle suivant. Le navire affiche un profil classique à cette époque, très similaire à celui des transporteurs de bétail de la compagnie, avec une cheminée aux couleurs de la compagnie encadrée de quatre mâts dépourvus de voile. Le navire est propulsé par deux hélices alimentées par des machines à quadruple expansion, permettant une vitesse modérée de 14,5 nœuds. Le Cymric est ainsi précurseur de la nouvelle politique initiée par Thomas Henry Ismay avant sa mort, visant à privilégier des navires de grande taille et de vitesse modérée : les économies réalisées sur le combustible permettent de baisser les tarifs, et d'attirer un plus grand nombre de passagers moins pressés. C'est sur cette idée que sont ainsi mis en service à partir de 1901 les Big Four, nettement plus imposants.
Le Cymric est à l'origine conçu pour transporter 258 passagers de première classe dans des installations spacieuses, sans pour autant être luxueuses, destinées avant tout à une clientèle modérément fortunée. Le navire devait également transporter du bétail et des marchandises, mais cette combinaison devenant impopulaire auprès des passagers, sa grande taille est finalement mise à profit pour transporter 1 160 passagers de troisième classe. Cette grande capacité et les économies réalisées par sa vitesse modérée font du Cymric un navire particulièrement rentable pour la compagnie. Ainsi, en 1905, un voyage pour Boston en première classe y coûte 12 £ tandis qu'en 1908, après une guerre sur les prix, un voyage en troisième est de cinq guinées (5,25 £). En 1913, ses installations de première classe étant trop anciennes, elles sont transformées en deuxième classe pour s'adapter à une clientèle plus modeste.

## Histoire

### Construction et mise en service

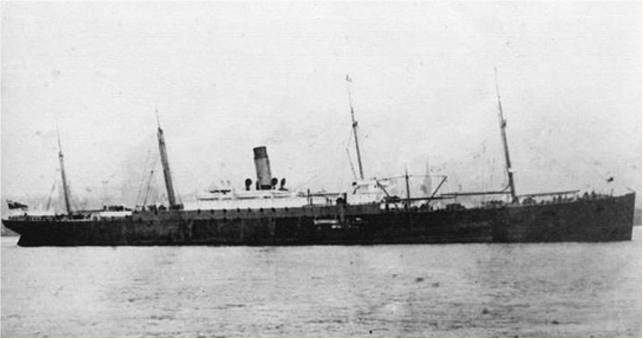
Le Cymric était au départ conçu comme une version agrandie du Georgic.

À la fin des années 1880 et surtout au début des années 1890, la White Star Line met en service une série de cargos transporteurs de bétail de plus en plus imposants : le Cufic, le Runic, le Nomadic, le Tauric, le Naronic, le Bovic, le Cevic et le Georgic, ces deux derniers étant successivement les plus gros cargos jamais mis en service. Dans la continuité de l'entrée en fonction du Georgic, en 1895, un nouveau navire encore plus imposant est mis en construction dans les chantiers Harland & Wolff de Belfast, le Cymric, destiné à transporter dans les 830 têtes de bétail ainsi que 250 passagers de première classe. À l'époque, cependant, les passagers trouvent de moins en moins agréable de voyager avec du bétail, et la compagnie décide finalement de faire du navire un paquebot et de transporter à la place du bétail et des marchandises plus d'un millier d'immigrants.
Le navire est lancé le 12 octobre 1897 et terminé le 5 février suivant après quatre mois de travaux d'aménagement en cale sèche. Il est alors, provisoirement, le plus imposant navire de la compagnie en attendant l'entrée en service de l'Oceanic l'année suivante. Il effectue sa traversée inaugurale entre Liverpool et New York le 11 février. Le navire est alors le premier navire de type intermédiaire de la White Star : de vitesse modérée, il possède également des installations moins luxueuses et se destine avant tout à un trafic secondaire et aux passagers avec moins de moyens. À la fin des années 1890, ce type de navire est de plus en plus populaire auprès des compagnies pour compléter leur service « express », et il s'adapte bien au tournant effectué par la direction de la White Star durant ces années pour privilégier le confort et la régularité au détriment de la vitesse.

### Guerre des Boers et carrière en temps de paix

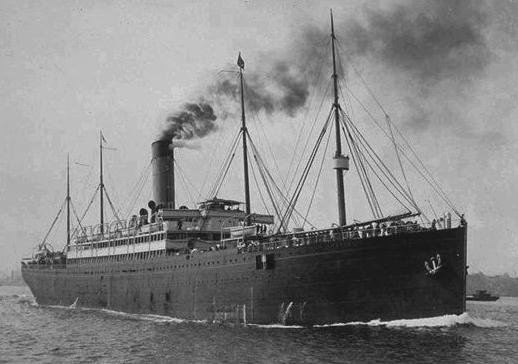
Le Republic sert sur la ligne de Boston aux côtés du Cymric de 1903 à son naufrage en 1909.

Le Cymric reste durant ses premières années affecté à la ligne Liverpool - New York. Cependant, sa grande capacité de transport entraîne sa réquisition durant la seconde guerre des Boers : il effectue deux voyages à destination du Cap, en janvier et mars 1900, afin d'y débarquer des troupes, sous l'immatriculation « HM Transport N°74 ». Hormis cela, la carrière commerciale du navire n'est troublée que par des incidents mineurs. Le 19 janvier 1901, il heurte sur la Mersey le vapeur britannique Caribu Prince, mais ses dommages ne l'empêchent pas de faire sa traversée transatlantique. Le 23 novembre suivant, le navire connaît un incident peu commun : durant le petit déjeuner, Thomas Halliday, un passager, brandit un couteau et menace de tuer tout le monde avant d'attaquer sa femme et de se trancher la gorge. Sa femme gravement blessée et son cadavre sont débarqués durant l'escale de Queenstown. Sur la ligne de New York, le Cymric est rejoint dans les années qui suivent par trois autres navires destinés à un service lent : le Celtic, le Cedric et l'Arabic.
Après l'entrée de la White Star Line au sein de l'International Mercantile Marine Co., en 1902, les lignes maritimes sont réorganisées et certains paquebots transférés entre les compagnies qui composent le trust. C'est ainsi que la White Star récupère plusieurs navires et lignes de la Dominion Line, notamment celle de Boston. Le Cymric est ainsi placé à titre expérimental sur cette route le 10 décembre 1903, et y reste, servant dans un premier temps avec le Republic et le Canada, de la Dominion. Durant ces années, le Cymric connaît un incident le 6 novembre 1906, alors qu'il est pris dans une forte tempête : un de ses mâts de charge s'effondre, blessant cinq passagers d'entrepont, tandis que sa cargaison est pour partie entraînée d'un côté du paquebot, le faisant gîter. Le navire peut cependant poursuivre sa route après plusieurs heures d'arrêt par mesure de sécurité. De juin à septembre 1908, l'un des officiers du Cymric est Henry Wilde, futur commandant en second du Titanic[réf. à confirmer].
Début 1909, le Republic fait naufrage après être entré en collision avec un autre paquebot. Il est temporairement remplacé aux côtés du Cymric par le Zeeland de la Red Star Line, puis par l'Arabic à partir de 1911. Ce dernier est un navire construit sur le même modèle que le Cymric, mais dans une version agrandie. Tous deux servent ensemble jusqu'au début de la Première Guerre mondiale. Entre-temps, le naufrage du Titanic entraîne un changement dans la sécurité du navire, qui embarque de nombreux canots de sauvetage pliants supplémentaires afin de pouvoir secourir tous ses passagers en cas de naufrage. En 1913, le navire vieillissant est refondu pour ne plus transporter que des passagers de deuxième et troisième classe à faible tarif.

### Première Guerre mondiale

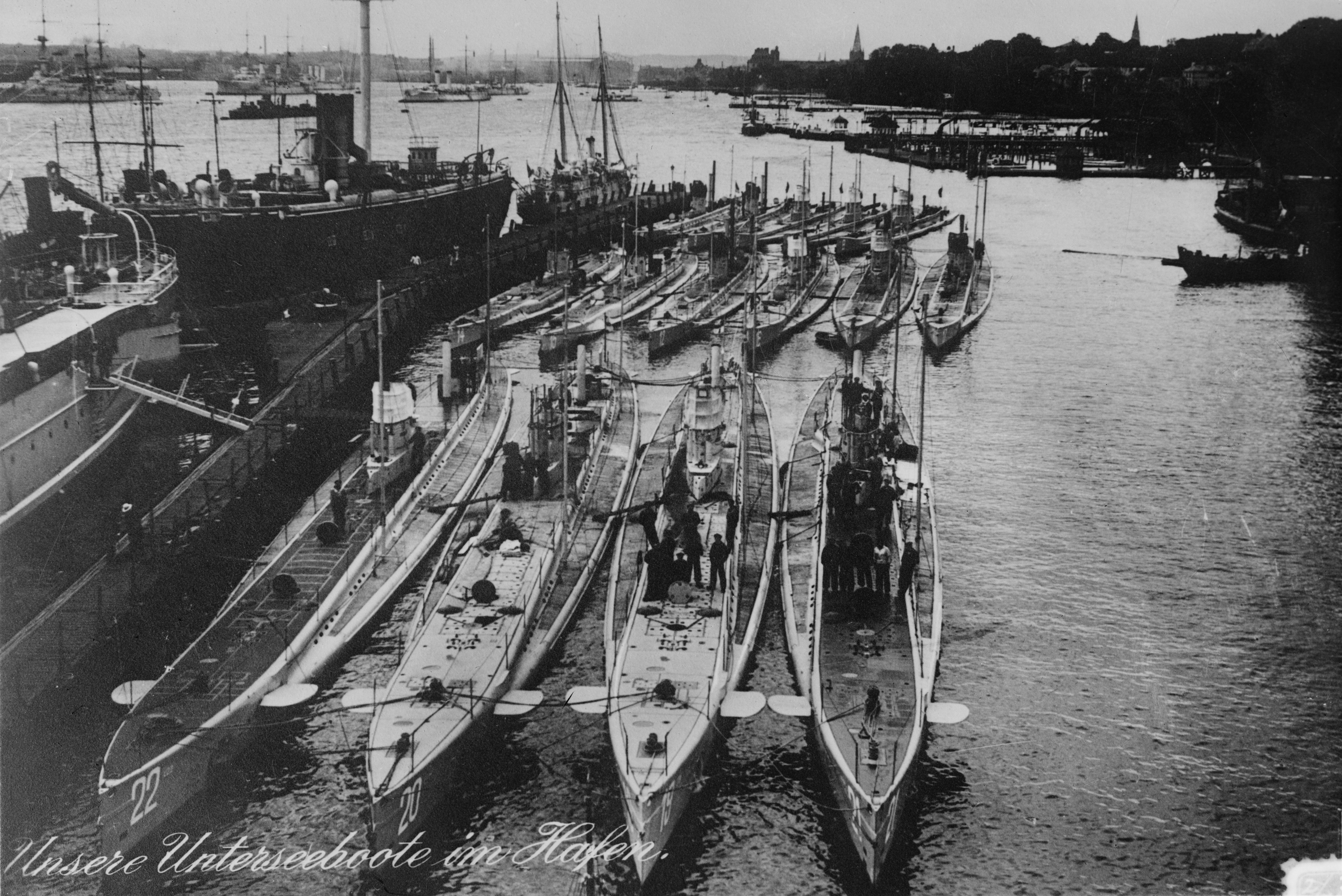
Le Cymric a été torpillé par le sous-marin U-20, deuxième au premier plan en partant de la gauche.

La Première Guerre mondiale ne touche pas le Cymric durant ses premiers temps. Alors que d'autres navires de la White Star Line sont réquisitionnés dès le début des hostilités, il reste pour sa part sur la ligne de Boston. Le 20 décembre 1914, il est déplacé sur la ligne de Liverpool à New York pour remplacer plusieurs paquebots requis pour servir à l'effort de guerre.
C'est dans le cadre de ce service commercial que le Cymric quitte New York le 29 avril 1916, sous le commandement de Franck E. Beadnell. Il ne transporte alors aucun passager ; uniquement des marchandises et 110 membres d'équipage. Le 8 mai suivant, vers 16 h, alors qu'il se trouve à 140 milles nautiques au nord-ouest de Fastnet, le navire est torpillé à trois reprises par le sous-marin U-20 commandé par Walther Schwieger,. Le même sous-marin allemand avait coulé le Lusitania presque un an jour pour jour auparavant, au même endroit. Bien que touché par les trois torpilles, le Cymric met près de 28 h à couler. Tout l'équipage peut ainsi être sauvé, à l'exception de quatre hommes tués dans l'explosion, et d'un steward qui s'est noyé en quittant le navire.